# Nikola Čačić
Nikola Čačić (serbisk: Никола Ћаћић; født 7. december 1990 i Banja Luka, Jugoslavien) er en professionel tennisspiller fra Serbien.